# Waino Hendrickson
Waino Edward Hendrickson, né le 18 juin 1896 et mort le 22 juin 1983, est un homme politique républicain américain. Il est le dernier gouverneur du territoire de l'Alaska (par intérim) en 1957, et entre 1958 et 1959.

## Sources
- (en) Cet article est partiellement ou en totalité issu de l’article de Wikipédia en anglais intitulé « Waino Edward Hendrickson » (voir la liste des auteurs).